# Thyborøn (dokumentarfilm)
|  | Denne artikel er oprettet af botten Steenthbot ud fra en ekstern database. Den kan derfor have sproglige fejl eller mangler. Denne skabelon kan fjernes efter kontrol af indholdet. |

Thyborøn er en dansk dokumentarisk optagelse fra 1939.

## Handling
Et tog med arbejdere kører gennem klitterne, havnen med dens fiskerkuttere og fisketørring, kutteren Theodora på åbent vand, et kæntret skib ud for kysten, Thyborøn by med havnen, fiskeindustri og kyststrækningen med sten- og betonmoler. Der arbejdes med kystforstærkning, store sten og sand transporteres med jernbanetog. En fisker lander sin fangst på havnen. Mindestene over omkomne fiskere på kirkegården. Mere kystsikringsarbejde.